# Ashura-chan
Albums de Ado
Uta's Songs: One Piece Film Red
(2022)
Singles de Ado
Aitakute (会いたくて )
(2021) Kokoro to iu na no fukakai (心という名の不可解)
(2022)
Ashura-chan (阿修羅ちゃん) ou Ashura Chyan est un single japonais de Ado sorti le 28 octobre 2021 écrit par le compositeur de vocaloïd Neru P. C'est un indicatif musical pour la série télévisée Doctor-X: Surgeon Michiko Daimon diffusé sur la chaîne Ashi TV .

## Performances
Le 31 octobre 2021, six jours après sa sortie, la chanson fait un bon démarrage et est classée deuxième en téléchargements par le magazine Billboard japan (Billboard Japan Dowload Song), 45ème en streaming avec plus de 2,3 millions d'écoutes et 1,5 million de vues pour le clip vidéo obtenant ainsi la quatrième place d'après le classement du Japan Hot 100.

## Musiciens
Kitanitatsuya キタニタツヤ est à la basse et Yuumao (Hitorie) ゆーまお (ヒトリエ) à la batterie.